# Wilhelm IV. (Bayern)

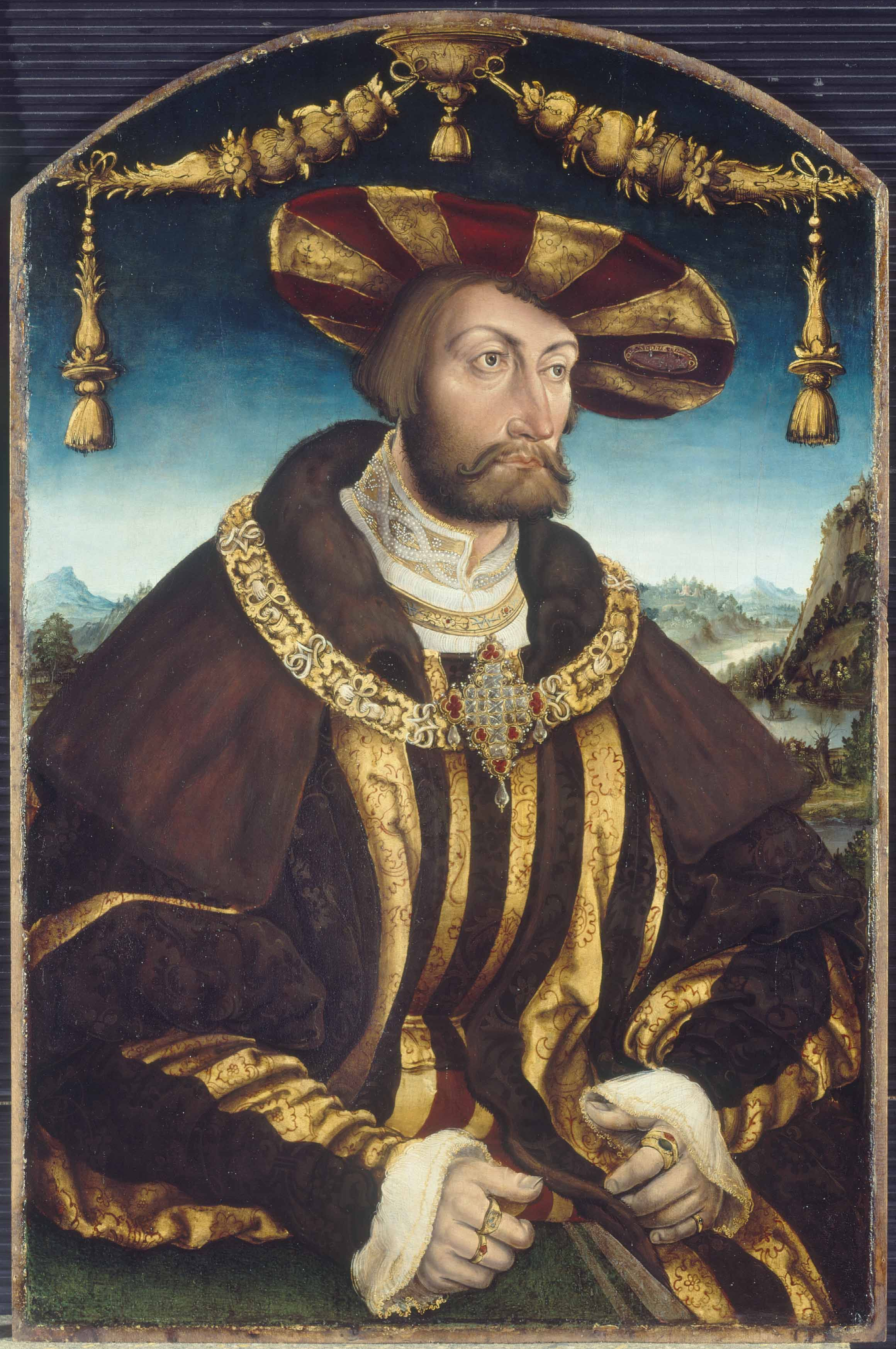
Hans Wertinger, Wilhelm IV. von Bayern, 1526, Alte Pinakothek

Wilhelm IV. der Standhafte (* 13. November 1493 in München; † 7. März 1550 ebenda) war Herzog von Bayern von 1508 bis 1550. Seine Herrschaft begründete die Stellung Bayerns als Bollwerk der Gegenreformation in Deutschland, woher auch sein Beiname rührt, und war ebenso bedeutsam für die Anfänge der Kunst der Renaissance in Bayern. Zunächst regierte er mit seinem jüngeren Bruder Ludwig X. unter einer Aufteilung der Rentämter Bayerns unter den Brüdern, wobei dessen Tod 1545 das endgültige Ende der Landesteilungen des Herzogtums Bayerns markierte.

## Frühe Jahre und Regierungsbeginn
Seine Eltern waren Herzog Albrecht IV. und Kunigunde von Österreich. Wilhelm regierte erst unter Vormundschaft seines Onkels Wolfgang, ab 1511 selbständig mit Leonhard von Eck als seinem führenden Berater und bis 1515 mit Johann Neuhauser als Kanzler. Mit der Erziehung seiner beiden jüngeren Brüder Ludwig und Ernst wurde 1509 Johannes Aventinus beauftragt.
1508 wurden die Rechte der Landstände für das Herzogtum Bayern in der sogenannten „Erklärten Landesfreiheit“ bestimmt. Wilhelms Versuch, in der Folge die Macht der Landstände zu brechen, scheiterte zunächst, da auch sein jüngerer Bruder Ludwig X. gegen ihn opponierte. Nach dem Willen seines Vaters, der 1506 ein Primogeniturgesetz erlassen hatte, sollte Wilhelm Bayern alleine regieren. Als Ludwig dann volljährig wurde, erhob er dennoch Ansprüche auf die Mitregierung mit der Begründung, vor der Erbregelung geboren worden zu sein, und bat Kaiser Maximilian I. um Hilfe. Die Landschaft befürchtete eine Neuauflage des Landshuter Erbfolgekrieges. Auf ihr Drängen akzeptierte Wilhelm am 17. Februar 1514 die Mitregierung. Schon bald rückte er jedoch davon ab und bereitete sich auf einen Waffengang gegen seinen Bruder vor. Kaiser Maximilian erließ daraufhin am 29. September 1514 in Innsbruck einen Schiedsspruch, wonach Ludwig den Titel eines Herzogs und ein Viertel des Territoriums Bayerns erhalten sollte. Die Brüder waren bald misstrauisch gegenüber dem Kaiser, der sich bereits 1505 seine Vermittlung im Landshuter Erbfolgekrieg durch abgetretenes bayerisches Territorium teuer hatte bezahlen lassen und einigten sich bereits auf ihrem Rückweg am 14. Oktober 1514 in Rattenberg (einen der damals an Maximilian verlorenen ehemals bayerischen Orte) anders: Wilhelm sollte von München aus die Bezirke der Rentämter München und Burghausen regieren, Ludwig von Landshut aus die Bezirke Landshut und Straubing und damit ein Drittel des Herzogtums. Diese Machtaufteilung funktionierte tatsächlich; es gab in Zukunft nur unwesentliche Meinungsverschiedenheiten. Auch die Mitherrschaft der Stände bis zu seinem 24. Lebensjahr erkannte Wilhelm nun an.
Die gescheiterte Ehe seiner Schwester Sabina von Bayern führte allerdings ab 1517 zu einem langjährigen Konflikt mit Württemberg. 1519 ließ Wilhelm an der Spitze den Schwäbischen Bundes den geächteten württembergischen Herzog Ulrich durch Georg von Waldburg-Zeil vertreiben.

## Regierung und Religionspolitik

Herzog Wilhelm IV. von Bayern

Am 23. April 1516 erließ er mit seinem Bruder Ludwig eine neue Bayerische Landesordnung. In dieser wurden unter anderem der Preis und die Inhaltsstoffe von Bier geregelt (→ Reinheitsgebot). Der 23. April wird deswegen seit 1994 vom Deutschen Brauer-Bund als Tag des Deutschen Bieres gefeiert. 1518 veröffentlichte er eine Landrechtsreform und 1520 führte er die erste einheitliche Gerichtsordnung in Bayern ein.
Den Kirchenbann gegen Martin Luther ließ er ebenso wie sein Bruder anfangs nicht vollstrecken. Am 25. Mai 1521 verkündeten die Brüder jedoch das Wormser Edikt in München und Landshut. Von nun an wurden Luthers Anhänger verhaftet und des Landes verwiesen. Auf der Grünwalder Konferenz, die im Februar 1522 auf der Burg Grünwald stattfand, vereinbarten die Brüder Wilhelm und Ludwig, dass Bayern auch künftig dem „alten Glauben“ zugehörig sein solle, die Kirche aber zu reformieren sei. Dieser Beschluss wird heute als Beginn der Gegenreformation im Reich und den habsburgischen Landen verstanden und hatte Auswirkungen, die die Geschichte Europas über die nächsten Jahrhunderte prägen sollten.
Wilhelm ließ sich 1524 vom Papst Clemens VII. durch die Abtretung der Hoheitsrechte über die bayrischen Bischöfe und der Einkünfte der kirchlichen Institute für die Sache des Katholizismus gewinnen und war einer der eifrigsten Gegner der Reformation, die er in seinem Land nicht aufkommen ließ. Wilhelms Kanzler Leonhard von Eck war 1524 maßgeblich am Zustandekommen eines Bündnisses katholischer Reichsstände im Regensburger Konvent beteiligt. 1526 setzte der Herzog eine Ständesteuer durch, in der festgelegt wurde, dass sie nicht nach unten abgewälzt werden durfte. Die Universität Ingolstadt wurde durch die Berufung der Jesuiten zum Hort der katholischen Reform gemacht. Mit dem Protestantismus stellten auch bayerische Bauern das bestehende System in Frage, ihre eingeschränkten Rechte bei hohen Steuern. Allgäuer Bauernbünde präsentieren Anfang 1525 zwölf Artikel mit Forderungen, die sich dann schnell verbreiteten. Weil der bayerische Kanzler Leonhard Eck sie nicht anerkennen will, kommt es zu Kämpfen, an denen sich auch die fränkischen Bauern beteiligen. Burgen werden verwüstet, nach kurzer Zeit müssen die Bauern jedoch kapitulieren. Dass dennoch große Teile Bayerns von Unruhen weitgehend verschont blieben, liegt hauptsächlich an der besser gesicherten Stellung und Integration der dortigen Bauern. Hinzu kam, dass die bayerische Regierung andererseits schon früh gegenreformatorische Maßnahmen ergriff, Bauernproteste und Reformationsbestrebungen wurden früh im Keim erstickt. Durch Johannes Eck entstand später im Auftrag Wilhelms die Eck-Bibel.
Nachdem der kinderlose König Ludwig II. von Böhmen und Ungarn 1526 gefallen war, baten Gesandte des böhmischen Adels Wilhelms Bruder Herzog Ludwig X., sich um die böhmische Krone zu bewerben. Der war durchaus interessiert, unterlag aber bei der Wahl durch die Landstände dem Habsburger und späteren Kaiser Ferdinand. Wilhelm und Ludwig unterstützten daraufhin Ferdinands Gegenspieler Johann Zápolya in der Hoffnung, so den Einfluss der Habsburger zurückzudrängen. Erst 1534 einigten sich die Brüder mit den Habsburgern in Linz.
1530 bot Herzog Wilhelm dem Bischof von Freising Philipp weite Landesteile zwischen Isar und Amper zum Tausch für die gesamte Grafschaft Werdenfels, doch scheiterten die Verhandlungen in München. Stattdessen konnte der Herzog 1539 die Grenze zu Gunsten Bayerns verschieben.
Wilhelm nahm trotz Bayerns offizieller Neutralität auf Grund eines geheimen Vertrages aufseiten Karls V. 1546–47 am Schmalkaldischen Krieg teil. Es gelang ihm jedoch nicht, die pfälzische Kurwürde an sich zu bringen. Schon seit 1537 hatte Wilhelm Ingolstadt durch Reinhard zu Solms zur bayerischen Landesfestung ausbauen lassen, die in diesem Konflikt dann ihre erste Bewährungsprobe bestand.
Wilhelms Bruder Ludwig X. starb 1545 ohne Rechtsnachfolger, sodass nach seinem Tode Wilhelm wieder die Alleinherrschaft über Bayern übernehmen konnte. Dies war das endgültige Ende der bayerischen Landesteilungen, zumal Wilhelm nurmehr einen legitimen Sohn hatte. Wilhelm starb fünf Jahre nach seinem Bruder, alleiniger Nachfolger wurde 1550 sein Sohn Albrecht V.

## Kulturpolitik und Kunstförderung

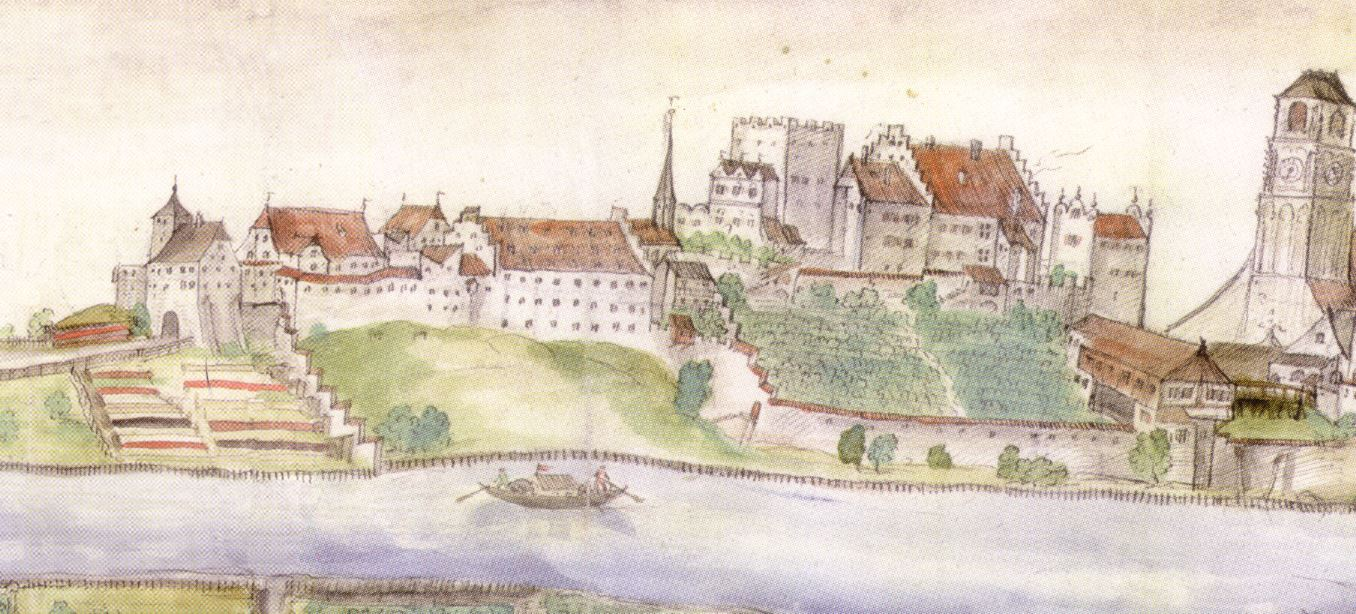
Burg Wasserburg (um 1585)

Die Herrschaft Wilhelms und seines ebenso kunstsinnigen Bruders Ludwig markiert den Beginn der Renaissance im Herzogtum Bayern. Als erster Wittelsbacher zog Wilhelm vom Alten Hof endgültig in die Neuveste, den Ursprungsbau der Münchner Residenz. Sein neues Domizil ließ er unter anderem 1528 von Albrecht Altdorfer mit dessen Gemälde Die Alexanderschlacht ausschmücken. Wilhelm förderte auch Barthel Beham, seit 1527 Hofmaler, Hans Mielich und weitere Künstler. Mit seiner Gemäldesammlung begann die Geschichte der Alten Pinakothek. Er beauftragte Barthel Beham mit der Bildnisreihe von 14 Familienporträts, der sog. großen Wittelsbacher-Serie, von 1530 bis 1535 beginnend mit dem Porträt seines mitregierenden jüngeren Bruders Herzog Ludwig X. Mit der Berufung von Ludwig Senfl nahm die Geschichte des Bayerischen Staatsorchesters ihren Anfang. 
Schloss Dachau wurde ausgebaut und zur bevorzugten Sommerresidenz. Zuvor wurde auch die Burg Wasserburg zum herzoglichen Schloss umgestaltet. Mit einer herzoglichen Schwaige begann zudem die Geschichte von Schloss Laufzorn. 
1541 erfolgte unter Herzog Wilhelm der Abbruch der mittelalterlichen Burg Starnberg und die Neugestaltung eines Wohn- und Wehrbaus im Renaissance-Stil.

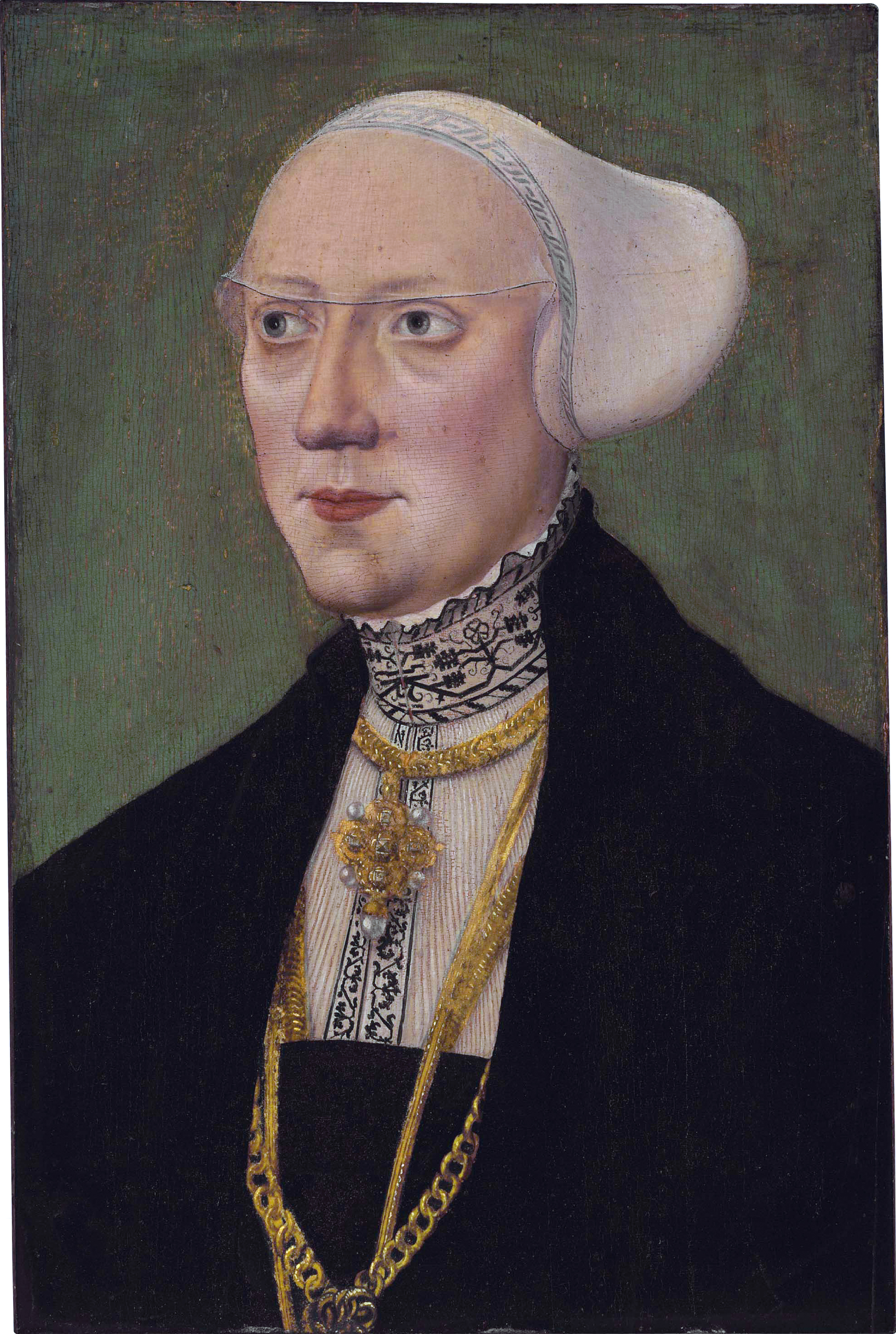
Maria Jacobäa von Baden, Ehefrau von Herzog Wilhelm IV (Hans Schöpfer I)

## Ehe und Nachkommen
Herzog Wilhelm IV. heiratete am 5. Oktober 1522 in München die Prinzessin Maria Jakobäa von Baden (1507–1580), Tochter des Markgrafen Philipp I. von Baden und dessen Gattin Prinzessin Elisabeth von der Pfalz. Aus der Ehe gingen vier Kinder hervor:
- Theodor (1526–1534)
- Albrecht V. von Bayern (1528–1579) ⚭ 1546 Erzherzogin Anna von Österreich (1528–1590), Tochter Kaiser Ferdinands I.
- Wilhelm (1529–1530)
- Mechthild von Bayern (1532–1565) ⚭ 1557 Markgraf Philibert von Baden (1536–1569)

Aus einer außerehelichen Beziehung mit Margarete Hausner von Stettberg entstammte ein Sohn:
- Ritter Georg von Hegnenberg (* um 1509; † 1589 oder 1596)

## Ahnentafel
| Ernst Herzog von Bayern-München | Ernst Herzog von Bayern-München | Ernst Herzog von Bayern-München | Ernst Herzog von Bayern-München | Ernst Herzog von Bayern-München         | Ernst Herzog von Bayern-München         |                                         |                                         | Elisabetta Visconti                     | Elisabetta Visconti                     | Elisabetta Visconti | Elisabetta Visconti | Elisabetta Visconti                  | Elisabetta Visconti                  |                                      |                                      | Erich I. Herzog von Braunschweig-Grubenhagen | Erich I. Herzog von Braunschweig-Grubenhagen | Erich I. Herzog von Braunschweig-Grubenhagen | Erich I. Herzog von Braunschweig-Grubenhagen | Erich I. Herzog von Braunschweig-Grubenhagen | Erich I. Herzog von Braunschweig-Grubenhagen |                                   |                                   | Elisabeth von Göttingen           | Elisabeth von Göttingen           | Elisabeth von Göttingen | Elisabeth von Göttingen | Elisabeth von Göttingen | Elisabeth von Göttingen |  |  | Ernst der Eiserne Herzog von Steiermark, Kärnten und Krain | Ernst der Eiserne Herzog von Steiermark, Kärnten und Krain | Ernst der Eiserne Herzog von Steiermark, Kärnten und Krain | Ernst der Eiserne Herzog von Steiermark, Kärnten und Krain | Ernst der Eiserne Herzog von Steiermark, Kärnten und Krain | Ernst der Eiserne Herzog von Steiermark, Kärnten und Krain |                                         |                                         | Cimburgis von Masowien                  | Cimburgis von Masowien                  | Cimburgis von Masowien | Cimburgis von Masowien | Cimburgis von Masowien   | Cimburgis von Masowien   |                          |                          | Eduard König von Portugal | Eduard König von Portugal | Eduard König von Portugal | Eduard König von Portugal | Eduard König von Portugal    | Eduard König von Portugal    |                              |                              | Eleonore von Aragonien       | Eleonore von Aragonien       | Eleonore von Aragonien | Eleonore von Aragonien | Eleonore von Aragonien | Eleonore von Aragonien |
| Ernst Herzog von Bayern-München | Ernst Herzog von Bayern-München | Ernst Herzog von Bayern-München | Ernst Herzog von Bayern-München | Ernst Herzog von Bayern-München         | Ernst Herzog von Bayern-München         |                                         |                                         | Elisabetta Visconti                     | Elisabetta Visconti                     | Elisabetta Visconti | Elisabetta Visconti | Elisabetta Visconti                  | Elisabetta Visconti                  |                                      |                                      | Erich I. Herzog von Braunschweig-Grubenhagen | Erich I. Herzog von Braunschweig-Grubenhagen | Erich I. Herzog von Braunschweig-Grubenhagen | Erich I. Herzog von Braunschweig-Grubenhagen | Erich I. Herzog von Braunschweig-Grubenhagen | Erich I. Herzog von Braunschweig-Grubenhagen |                                   |                                   | Elisabeth von Göttingen           | Elisabeth von Göttingen           | Elisabeth von Göttingen | Elisabeth von Göttingen | Elisabeth von Göttingen | Elisabeth von Göttingen |  |  | Ernst der Eiserne Herzog von Steiermark, Kärnten und Krain | Ernst der Eiserne Herzog von Steiermark, Kärnten und Krain | Ernst der Eiserne Herzog von Steiermark, Kärnten und Krain | Ernst der Eiserne Herzog von Steiermark, Kärnten und Krain | Ernst der Eiserne Herzog von Steiermark, Kärnten und Krain | Ernst der Eiserne Herzog von Steiermark, Kärnten und Krain |                                         |                                         | Cimburgis von Masowien                  | Cimburgis von Masowien                  | Cimburgis von Masowien | Cimburgis von Masowien | Cimburgis von Masowien   | Cimburgis von Masowien   |                          |                          | Eduard König von Portugal | Eduard König von Portugal | Eduard König von Portugal | Eduard König von Portugal | Eduard König von Portugal    | Eduard König von Portugal    |                              |                              | Eleonore von Aragonien       | Eleonore von Aragonien       | Eleonore von Aragonien | Eleonore von Aragonien | Eleonore von Aragonien | Eleonore von Aragonien |
|                                 |                                 |                                 |                                 |                                         |                                         |                                         |                                         |                                         |                                         |                     |                     |                                      |                                      |                                      |                                      |                                              |                                              |                                              |                                              |                                              |                                              |                                   |                                   |                                   |                                   |                         |                         |                         |                         |  |  |                                                            |                                                            |                                                            |                                                            |                                                            |                                                            |                                         |                                         |                                         |                                         |                        |                        |                          |                          |                          |                          |                           |                           |                           |                           |                              |                              |                              |                              |                              |                              |                        |                        |                        |                        |
|                                 |                                 |                                 |                                 | Albrecht III. Herzog von Bayern-München | Albrecht III. Herzog von Bayern-München | Albrecht III. Herzog von Bayern-München | Albrecht III. Herzog von Bayern-München | Albrecht III. Herzog von Bayern-München | Albrecht III. Herzog von Bayern-München |                     |                     |                                      |                                      |                                      |                                      |                                              |                                              |                                              |                                              | Anna von Braunschweig-Grubenhagen            | Anna von Braunschweig-Grubenhagen            | Anna von Braunschweig-Grubenhagen | Anna von Braunschweig-Grubenhagen | Anna von Braunschweig-Grubenhagen | Anna von Braunschweig-Grubenhagen |                         |                         |                         |                         |  |  |                                                            |                                                            |                                                            |                                                            | Friedrich III. Römisch-deutscher Kaiser                    | Friedrich III. Römisch-deutscher Kaiser                    | Friedrich III. Römisch-deutscher Kaiser | Friedrich III. Römisch-deutscher Kaiser | Friedrich III. Römisch-deutscher Kaiser | Friedrich III. Römisch-deutscher Kaiser |                        |                        |                          |                          |                          |                          |                           |                           |                           |                           | Eleonore Helena von Portugal | Eleonore Helena von Portugal | Eleonore Helena von Portugal | Eleonore Helena von Portugal | Eleonore Helena von Portugal | Eleonore Helena von Portugal |                        |                        |                        |                        |
|                                 |                                 |                                 |                                 | Albrecht III. Herzog von Bayern-München | Albrecht III. Herzog von Bayern-München | Albrecht III. Herzog von Bayern-München | Albrecht III. Herzog von Bayern-München | Albrecht III. Herzog von Bayern-München | Albrecht III. Herzog von Bayern-München |                     |                     |                                      |                                      |                                      |                                      |                                              |                                              |                                              |                                              | Anna von Braunschweig-Grubenhagen            | Anna von Braunschweig-Grubenhagen            | Anna von Braunschweig-Grubenhagen | Anna von Braunschweig-Grubenhagen | Anna von Braunschweig-Grubenhagen | Anna von Braunschweig-Grubenhagen |                         |                         |                         |                         |  |  |                                                            |                                                            |                                                            |                                                            | Friedrich III. Römisch-deutscher Kaiser                    | Friedrich III. Römisch-deutscher Kaiser                    | Friedrich III. Römisch-deutscher Kaiser | Friedrich III. Römisch-deutscher Kaiser | Friedrich III. Römisch-deutscher Kaiser | Friedrich III. Römisch-deutscher Kaiser |                        |                        |                          |                          |                          |                          |                           |                           |                           |                           | Eleonore Helena von Portugal | Eleonore Helena von Portugal | Eleonore Helena von Portugal | Eleonore Helena von Portugal | Eleonore Helena von Portugal | Eleonore Helena von Portugal |                        |                        |                        |                        |
|                                 |                                 |                                 |                                 |                                         |                                         |                                         |                                         |                                         |                                         |                     |                     |                                      |                                      |                                      |                                      |                                              |                                              |                                              |                                              |                                              |                                              |                                   |                                   |                                   |                                   |                         |                         |                         |                         |  |  |                                                            |                                                            |                                                            |                                                            |                                                            |                                                            |                                         |                                         |                                         |                                         |                        |                        |                          |                          |                          |                          |                           |                           |                           |                           |                              |                              |                              |                              |                              |                              |                        |                        |                        |                        |
|                                 |                                 |                                 |                                 |                                         |                                         |                                         |                                         |                                         |                                         |                     |                     | Albrecht der Weise Herzog von Bayern | Albrecht der Weise Herzog von Bayern | Albrecht der Weise Herzog von Bayern | Albrecht der Weise Herzog von Bayern | Albrecht der Weise Herzog von Bayern         | Albrecht der Weise Herzog von Bayern         |                                              |                                              |                                              |                                              |                                   |                                   |                                   |                                   |                         |                         |                         |                         |  |  |                                                            |                                                            |                                                            |                                                            |                                                            |                                                            |                                         |                                         |                                         |                                         |                        |                        | Kunigunde von Österreich | Kunigunde von Österreich | Kunigunde von Österreich | Kunigunde von Österreich | Kunigunde von Österreich  | Kunigunde von Österreich  |                           |                           |                              |                              |                              |                              |                              |                              |                        |                        |                        |                        |
|                                 |                                 |                                 |                                 |                                         |                                         |                                         |                                         |                                         |                                         |                     |                     | Albrecht der Weise Herzog von Bayern | Albrecht der Weise Herzog von Bayern | Albrecht der Weise Herzog von Bayern | Albrecht der Weise Herzog von Bayern | Albrecht der Weise Herzog von Bayern         | Albrecht der Weise Herzog von Bayern         |                                              |                                              |                                              |                                              |                                   |                                   |                                   |                                   |                         |                         |                         |                         |  |  |                                                            |                                                            |                                                            |                                                            |                                                            |                                                            |                                         |                                         |                                         |                                         |                        |                        | Kunigunde von Österreich | Kunigunde von Österreich | Kunigunde von Österreich | Kunigunde von Österreich | Kunigunde von Österreich  | Kunigunde von Österreich  |                           |                           |                              |                              |                              |                              |                              |                              |                        |                        |                        |                        |
|                                 |                                 |                                 |                                 |                                         |                                         |                                         |                                         |                                         |                                         |                     |                     |                                      |                                      |                                      |                                      |                                              |                                              |                                              |                                              |                                              |                                              |                                   |                                   |                                   |                                   |                         |                         |                         |                         |  |  |                                                            |                                                            |                                                            |                                                            |                                                            |                                                            |                                         |                                         |                                         |                                         |                        |                        |                          |                          |                          |                          |                           |                           |                           |                           |                              |                              |                              |                              |                              |                              |                        |                        |                        |                        |
|                                 |                                 |                                 |                                 |                                         |                                         |                                         |                                         |                                         |                                         |                     |                     |                                      |                                      |                                      |                                      |                                              |                                              |                                              |                                              |                                              |                                              |                                   |                                   |                                   |                                   |                         |                         | Wilhelm IV.             |                         |  |  |                                                            |                                                            |                                                            |                                                            |                                                            |                                                            |                                         |                                         |                                         |                                         |                        |                        |                          |                          |                          |                          |                           |                           |                           |                           |                              |                              |                              |                              |                              |                              |                        |                        |                        |                        |